# Чорноглазівський заказник
Чорногла́зівський — ентомологічний заказник місцевого значення. Об'єкт розташований на території Золочівської селищної громади Богодухівського району Харківської області, село Чорноглазівка.
Площа — 2,9 га, статус отриманий у 1984 році.
Охороняється ділянка типчаково-ковилового степу, де мешкають комахи запилювачі люцерни: мелітта заяча, адрена, галікти, евцери та рідкісні види: рофітоїдес сірий (червоний список МСОП), джміль моховий (Червона книга України).
Також трапляються регіонально рідкісні види рослин: заяча конюшина багатолиста, шавлія поникла, шавлія лучна.